# Ioeltin
Ioeltin (Russisch: Иультин; Tsjoektsjisch voor "lang stuk ijs") is een voormalige mijnwerkersplaats (nederzetting met stedelijk karakter) in het oosten van het district Ioeltinski in het noordoosten van de Russische autonome okroeg Tsjoekotka. De plaats telde 3.120 inwoners bij de volkstelling van 1989. In 1995 werd de plaats opgeheven.

## Geografie
De plaats ligt in het Egvyvatapskigebergte, aan het gelijknamige riviertje Ioeltinka, die wat noordelijker uitstroomt in de Nelpynejvejem, die weer uitstroomt in de Kojvelvegyrgyn, een rivier die eindigt in de Tenkergykynmangkylagune (via de Straat Pilgyn verbonden met de Tsjoektsjenzee). Met droog weer konden er vaak 'stofstormen' ontstaan van kwartsresten die overbleven na ertsveredeling.
De plaats heeft een deels onverharde en deels winterwegverbinding met het honderden kilometers noordwestelijker gelegen Mys Sjmidta en een verharde wegverbinding (grotendeels in slechte staat) met het districtscentrum Egvekinot 207 kilometer zuidelijker aan de zuidkust van Tsjoekotka; deze Ioeltinskaja trassa is de langste verharde weg van Tsjoekotka. Ten zuiden van Ioeltin liggen aan de verharde weg naar Egvekinot achtereenvolgens de eveneens opgeheven kleinere nederzettingen Geologitsjeski en Tranzitny, het Tsjoektsjendorp Amgoeelma, de opgeheven plaats Dorozjny en de nederzetting Ozerny waar een elektriciteitscentrale staat. Op ongeveer 24 kilometer ten noordoosten van Ioeltin ligt de eveneens gesloten mijnbouwnederzetting Svetly.

## Geschiedenis
De plaats ontstond in de tijd van de openstelling van de grondstoffen van Tsjoekotka. In 1937 werd een geologische expeditie uitgezonden onder leiding van J. L. Odinets die kristallijne cassiteriet aantrof in de bergen nabij het latere Ioeltin. In 1939 werden er delfstoffen (de ertslagen Nezametny en Nagorny) aangetroffen door een geologische expeditie onder leiding van B.N. Jerovejev in dit zeer afgelegen gebied in het binnenland van Tsjoekotka zonder enige infrastructuur. Daarop werd begonnen met de openstelling ervan. Daarop ontstond de plaats Smely bij de ertslagen (nu opgeheven). Voorraden werden in de begintijd aangeleverd per stoomschip op de landtong Dvoech Pilotov ("Twee Piloten" - twee eilanden die de afscheiding vormen van een deel van de Tenkergykynmangkylagune en de Amgoeëmalagune), vanwaar het verder het binnenland in werd vervoerd per slee of tractor. Ondertussen werd aan zuidzijde van Tsjoekotka Egvekinot gesticht en werden de ertslagen Solnetsjnoje, Torielskoje, Tsjaantalskoje, Kekoernoje en Dolinnoje (wolfraam en tin) blootgelegd, waarbij Ioeltin ontstond. In 1946 werd het bouwbedrijf Tsjoekotstroj opgericht, dat de opdracht kreeg om een mijnbouwbedrijf op te richten, een zeehaven aan te leggen en een machinedepot te bouwen bij Egvekinot, een mijnbouw- en ertsveredelingsbedrijf (GOK) te bouwen en een weg aan te leggen naar Ioeltin; een immense opdracht waarvoor hoofdzakelijk Goelagdwangarbeiders werden ingezet. Dit onderdeel van de Goelag werd onder het hervormingswerkkamp Tsjoekotstrojlag (ook Tsjoektsjen ITL genoemd) van de Sevvostlag (SVITL) geplaatst. In 1946 arriveerde het schip Sovjetskaja Latvia met de eerste 1500 wegenbouwers. Het ertsveredelingsbedrijf werd daarop in rap tempo gebouwd bij Ioeltin, dat in die tijd veelal werd bevoorraad met vrachtwagens die bij de wegenbouwersplaats Amgoeëma werden samengevoegd. In 1951 was de weg voltooid. In 1953 werd de plaats geopend, in hetzelfde jaar dat de Tsjoekotstrojlag werd opgeheven; tussen 1946 en 1957 hadden er ongeveer 40.000 gevangenen gewerkt. Vanaf 1955 werden de gevangenen langzamerhand vervangen door contractwerknemers (deels ex-gevangenen die nergens heen konden, deels nieuwe werkmigranten) en vanaf 1956 kwamen er ook vrijwilligers op de komsomolpas. De bouw van het mijnbouw- en ertsveredelingsbedrijf werd voltooid in 1959, toen de eerste ertsproductie werd geleverd door de mijn V.I. Lenin.
De plaats had een aantal basisvoorzieningen zoals een school en een huis van cultuur. Op 5 kilometer ten noordoosten van Ioeltin bevond zich de luchthaven Ioeltin.
Eind jaren 1980 waren de mijnen reeds grotendeels uitgeput en kampten met verliezen, maar door de toepassing van garantieprijzen kon de mijnbouw nog even voortduren. Met de val van de Sovjet-Unie, de perestrojka en de privatiseringen werd in 1993 besloten om de mijnbouw er op te geven. De plek lag simpelweg te afgelegen om rendabel te worden gemaakt. In 1994 stopte de plaatsvormende onderneming, het mijnbouw- en ertsveredelingsbedrijf, haar werkzaamheden en begon de bevolking de plaats en masse in chaos te verlaten. In 1995 werd de plaats opgeheven met een overheidsbesluit, maar pas in 2000 verliet de laatste inwoner de plaats.

## Geboren
- Kostjantin Zjevago (1974), Oekraïens miljardair